# Peter Costa
Peter Costa (* 5. August 1984 in Goa) ist ein indischer Fußballspieler.

## Karriere
Costa spielte von 2012 bis 2014 bei Mumbai FC und wechselte anschließend zu Mumbai City FC, für den er eine Saison lang spielte.